# Arguel (Somme)
Pour les articles homonymes, voir Arguel.
Arguel (prononcé [aʁɡwɛl] ; nommé également Argüel non officiellement) est une commune française située dans le département de la Somme en région Hauts-de-France.

## Géographie

### Localisation
Arguel est un village picard du Vimeu.
À vol d'oiseau, la localité est située à 3 km au nord-est de Beaucamps-le-Vieux, 10 km au sud-est de Oisemont, 27 km au sud d'Abbeville et à 36 km à l'ouest d'Amiens.
Le territoire de la commune est limitrophe de ceux de sept communes.  
Les communes limitrophes sont Andainville, Fresneville, Liomer, Le Quesne, Saint-Aubin-Rivière, Saint-Maulvis et Villers-Campsart.

### Géologie et relief
Le très petit village d'Arguel est perché au sommet du mont du même nom, point culminant de la région. Il surplombe la vallée du Liger, affluent de la Bresle. 

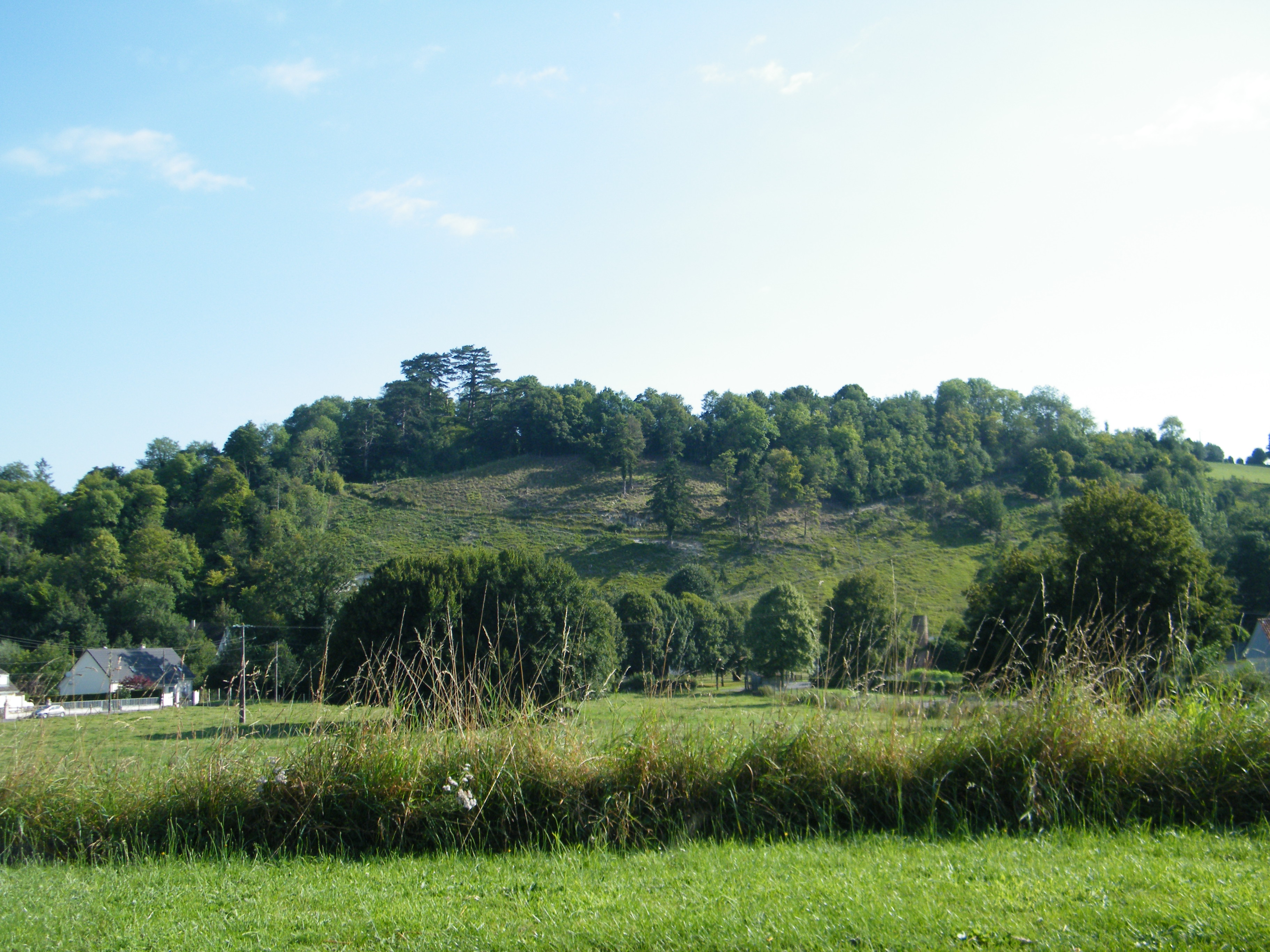
Le mont Arguel, vu du Quesne.

### Hydrographie
La commune est traversée par la ligne de partage des eaux entre les bassins hydrographiques Artois-Picardie et Seine-Normandie. Elle n'est drainée par aucun cours d'eau.

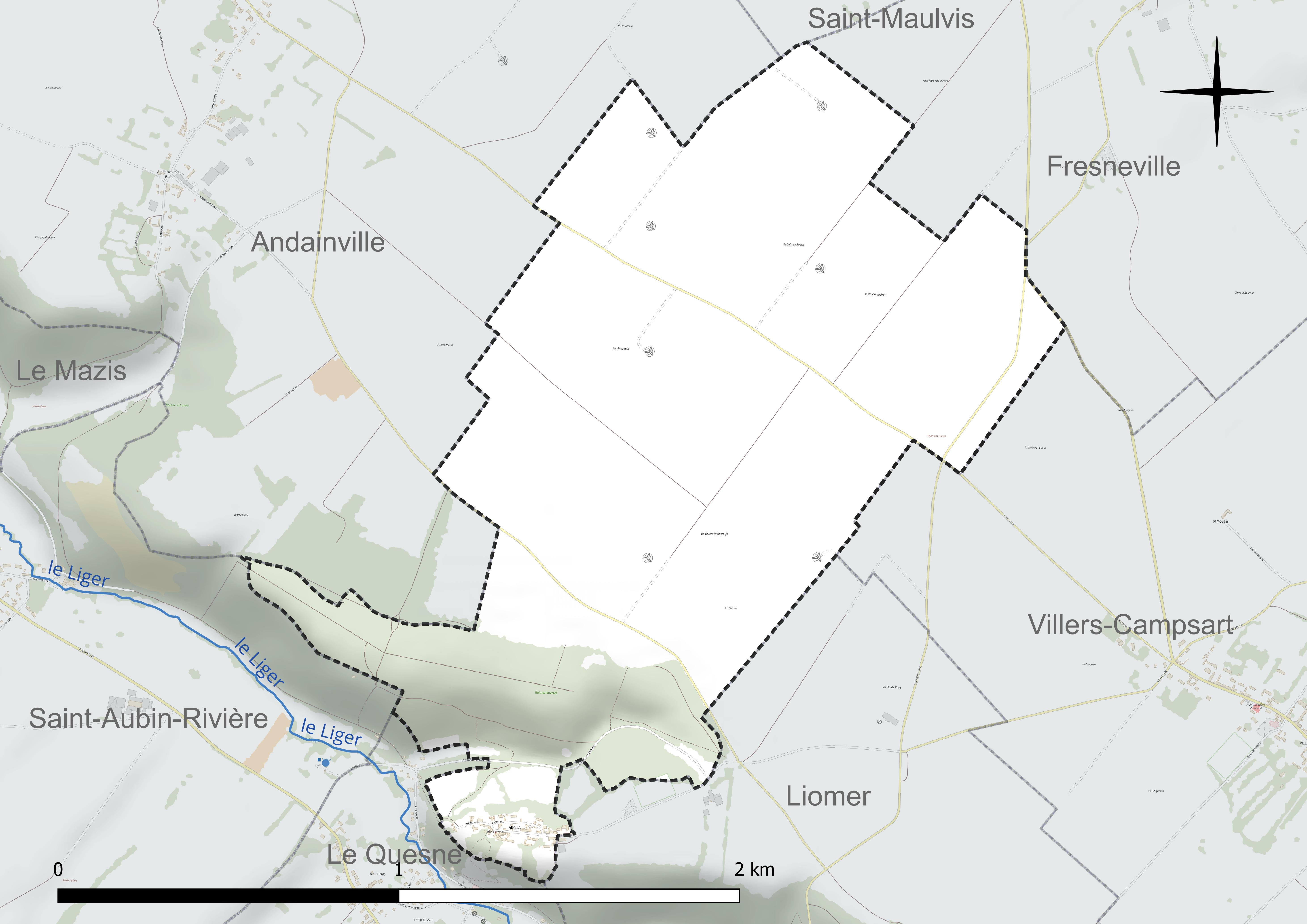
Réseau hydrographique d'Arguel.

### Climat
Pour des articles plus généraux, voir Climat des Hauts-de-France et Climat de la Somme.
En 2010, le climat de la commune est de type climat océanique dégradé des plaines du Centre et du Nord, selon une étude du CNRS s'appuyant sur une série de données couvrant la période 1971-2000. En 2020, Météo-France publie une typologie des climats de la France métropolitaine dans laquelle la commune est exposée à un climat océanique et est dans la région climatique Côtes de la Manche orientale, caractérisée par un faible ensoleillement (1 550 h/an) ; forte humidité de l'air (plus de 20 h/jour avec humidité relative > 80 % en hiver), vents forts fréquents.
Pour la période 1971-2000, la température annuelle moyenne est de 9,9 °C, avec une amplitude thermique annuelle de 13,8 °C. Le cumul annuel moyen de précipitations est de 809 mm, avec 13,4 jours de précipitations en janvier et 8,9 jours en juillet. Pour la période 1991-2020, la température moyenne annuelle observée sur la station météorologique la plus proche, située sur la commune d'Oisemont à 10 km à vol d'oiseau, est de 11,1 °C et le cumul annuel moyen de précipitations est de 801,4 mm,. Pour l'avenir, les paramètres climatiques de la commune estimés pour 2050 selon différents scénarios d'émission de gaz à effet de serre sont consultables sur un site dédié publié par Météo-France en novembre 2022.

## Urbanisme
Arguel a été un village médiéval permettant de surveiller toute la vallée.

### Typologie
Au 1er janvier 2024, Arguel est catégorisée commune rurale à habitat dispersé, selon la nouvelle grille communale de densité à sept niveaux définie par l'Insee en 2022.
Elle est située hors unité urbaine. Par ailleurs la commune fait partie de l'aire d'attraction d'Amiens, dont elle est une commune de la couronne,. Cette aire, qui regroupe 369 communes, est catégorisée dans les aires de 200 000 à moins de 700 000 habitants,.

### Occupation des sols
L'occupation des sols de la commune, telle qu'elle ressort de la base de données européenne d'occupation biophysique des sols Corine Land Cover (CLC), est marquée par l'importance des territoires agricoles (83,4 % en 2018), en diminution par rapport à 1990 (84,8 %). La répartition détaillée en 2018 est la suivante : 
terres arables (79 %), forêts (15,2 %), prairies (4,4 %), zones urbanisées (1,4 %). L'évolution de l'occupation des sols de la commune et de ses infrastructures peut être observée sur les différentes représentations cartographiques du territoire : la carte de Cassini (XVIIIe siècle), la carte d'état-major (1820-1866) et les cartes ou photos aériennes de l'IGN pour la période actuelle (1950 à aujourd'hui).

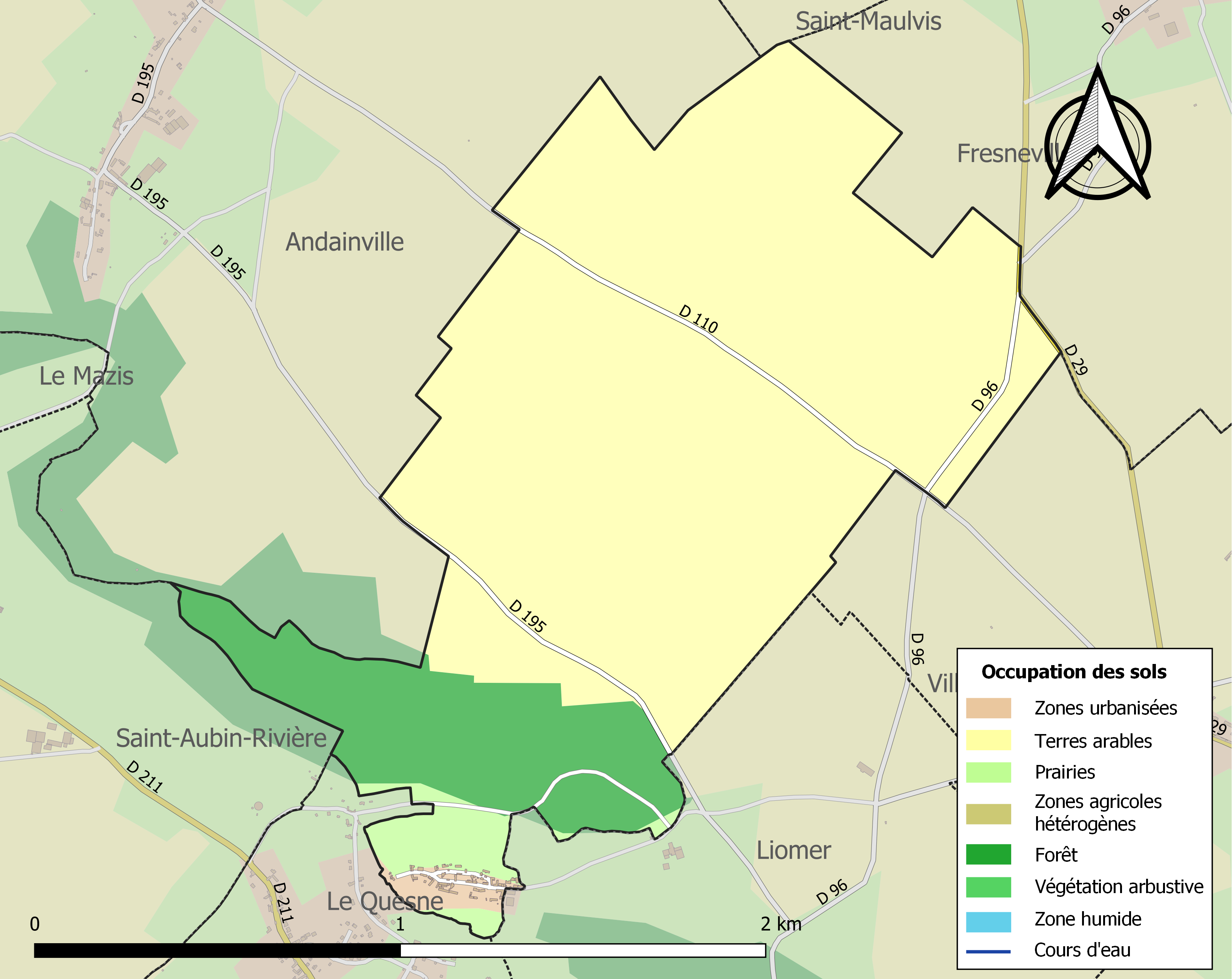
Carte des infrastructures et de l'occupation des sols de la commune en 2018 (CLC).

### Voies de communication et transports
La commune est traversée par les routes départementales 29 (axe Feuquières-en-Vimeu - Liomer), 96 (axe Airaines - Liomer), 110 (axe Rambures - Villers-Campsart), 195 (qui part de Oisemont et se termine à Arguel) et 195E (qui traverse uniquement le village). Toutefois, la principale rue de la commune est une impasse et il n'est pas possible de traverser le village en voiture.

## Toponymie
Le nom de la localité est attesté sous la forme Arcas dès 751, Arguel vers 1203.
Du gaulois *argo- de sens inconnu.
Ardjué en picard.

## Histoire
Le village est bâti sur l'emplacement d'un ancien camp romain.
Renouard d'Arguel construit son château à l'emplacement du précédent, à la fin du XIe siècle ou au début du XIIe siècle. Ce chevalier fut un de ceux qui suivirent Godefroy de Bouillon dans la première croisade des seigneurs en 1096.
En 1202, le roi Philippe Auguste vient visiter l'édifice.
L'église de Villers-Campsart recèle un bas-relief représentant le château d'Arguel, disparu en 1347.
Les Anglais prennent le château (et le conservent) en 1347, pendant la guerre de Cent Ans, un an après la bataille de Crécy. Le seigneur est alors Jean IV Tirel, sire de Poix, rallié aux Bourguignons, alliés des Anglais.
Les Français reprennent la bâtisse en 1402. Le siège se termine par l'incendie complet du lieu. Plus de deux mille combattants passent au fil de l'épée. Sont dévorés par les flammes l'église, la maison du mayeur (maire), les bois environnants.
Le 1er novembre 1755, le tremblement de terre qui ravagea Lisbonne, capitale du Portugal, se fit sentir dans la commune : « On ressentit plusieurs secousses violentes dans quelques villages du Vimeu, entr'autres dans celui d'Arguel. La marre du château bouillonna en présence d'un grand nombre d'habitants ».

## Politique et administration

### Rattachements administratifs et électoraux
La commune se trouve dans l'arrondissement d'Amiens du département de la Somme. Pour l'élection des députés, elle fait partie depuis 2012 de la quatrième circonscription de la Somme.
Elle faisait partie depuis 1806 du canton de Hornoy-le-Bourg. Dans le cadre du redécoupage cantonal de 2014 en France, la commune est intégrée au canton de Poix-de-Picardie.

### Intercommunalité
La commune était membre de la communauté de communes du Sud-Ouest Amiénois, créée en 2004.
Dans le cadre des dispositions de la loi portant nouvelle organisation territoriale de la République du 7 août 2015, qui prévoit que les établissements publics de coopération intercommunale (EPCI) à fiscalité propre doivent avoir un minimum de 15 000 habitants, la préfète de la Somme propose en octobre 2015 un projet de nouveau schéma départemental de coopération intercommunale (SDCI) qui prévoit la réduction de 28 à 16 du nombre des intercommunalités à fiscalité propre du département.
Ce projet prévoit la « fusion des communautés de communes du Sud-Ouest Amiénois, du Contynois et de la région d'Oisemont », le nouvel ensemble de 37 412 habitants regroupant 120 communes,. À la suite de l'avis favorable de la commission départementale de coopération intercommunale en janvier 2016, la préfecture sollicite l'avis formel des conseils municipaux et communautaires concernés en vue de la mise en œuvre de la fusion.
La communauté de communes Somme Sud-Ouest (CC2SO), dont est désormais membre la commune, est ainsi créée au 1er janvier 2017.

### Liste des maires
| Période                                  | Période                       | Identité                | Étiquette    | Qualité |
| ---------------------------------------- | ----------------------------- | ----------------------- | ------------ | --- |
| Les données manquantes sont à compléter. |                               |                         |              | |
| mars 1971                                | juin 1995                     | Joël Hart               | RPR          | Enseignant Député de la Somme (4e circ.) (1986 → 2008, 1993 → 1997 et 2002 → 2007) Conseiller général de Bernaville (1982 → 1995) Vice-président du conseil général de la Somme (1988 → 1995) Maire d'Abbeville (1995 → 2008) |
| 1995                                     | 2001                          | Thérèse Hart            | RPR puis DVD | Enseignante, épouse de Joël Hart Conseillère générale de Bernaville (1995 → 2001) Conseillère régionale de Picardie[Quand ?]                                                                                                  |
| mars 2001                                | mai 2020                      | Gilles Soumillon,       | DVD          | Cadre CCI littoral normand picard |
| mai 2020                                 | En cours (au 2 décembre 2020) | Sylvie Vauchelle-Mouton |              | |

## Population et société

### Démographie
L'évolution du nombre d'habitants est connue à travers les recensements de la population effectués dans la commune depuis 1793. Pour les communes de moins de 10 000 habitants, une enquête de recensement portant sur toute la population est réalisée tous les cinq ans, les populations de référence des années intermédiaires étant quant à elles estimées par interpolation ou extrapolation. Pour la commune, le premier recensement exhaustif entrant dans le cadre du nouveau dispositif a été réalisé en 2006.

En 2022, la commune comptait 32 habitants, en évolution de +10,34 % par rapport à 2016 (Somme : −1,26 %, France hors Mayotte : +2,11 %).
| 1793 | 1800 | 1806 | 1821 | 1831 | 1836 | 1841 | 1846 | 1851 |
| ---- | ---- | ---- | ---- | ---- | ---- | ---- | ---- | ---- |
| 80   | 65   | 77   | 107  | 104  | 96   | 101  | 90   | 102  |

| 1856 | 1861 | 1866 | 1872 | 1876 | 1881 | 1886 | 1891 | 1896 |
| ---- | ---- | ---- | ---- | ---- | ---- | ---- | ---- | ---- |
| 99   | 101  | 102  | 120  | 107  | 95   | 93   | 85   | 93   |

| 1901 | 1906 | 1911 | 1921 | 1926 | 1931 | 1936 | 1946 | 1954 |
| ---- | ---- | ---- | ---- | ---- | ---- | ---- | ---- | ---- |
| 98   | 100  | 94   | 71   | 67   | 53   | 56   | 59   | 54   |

| 1962 | 1968 | 1975 | 1982 | 1990 | 1999 | 2006 | 2011 | 2016 |
| ---- | ---- | ---- | ---- | ---- | ---- | ---- | ---- | ---- |
| 78   | 54   | 30   | 35   | 31   | 35   | 32   | 30   | 29   |

| 2021 | 2022 | - | - | - | - | - | - | - |
| ---- | ---- | - | - | - | - | - | - | - |
| 31   | 32   | - | - | - | - | - | - | - |

### Vie locale
L'association des Amis du mont d'Argüel participe à la sauvegarde du patrimoine.
Les bénévoles de l'association Liger Sport Nature organisent le Trail du Liger début juin.
La troupe du théâtre du Mont d'Arguel organise en 2021 et depuis dix ans le festival des Scènes d'été avec la participation de dix artistes pour dix spectacles en quatre jours.

## Culture locale et patrimoine

### Lieux et monuments
La principale curiosité d'Arguel est sa motte féodale nommée le mont d'Arguel, qui culmine à près de 165 m d'altitude. Un calvaire, entouré de pins, a été érigé en 1861 et une croix imposante domine le sommet, réimplantée en 2019 après une tempête. 
Au terme de l'ascension, un remarquable panorama sur la vallée du Liger récompense le promeneur.
La chapelle Saint-Jean-Baptiste est datée du XVIe siècle. La cloche a été fondue en 1698. Depuis 1859, la chapelle a perdu son statut d'église. Elle est rattachée à Villers-Campsart,.

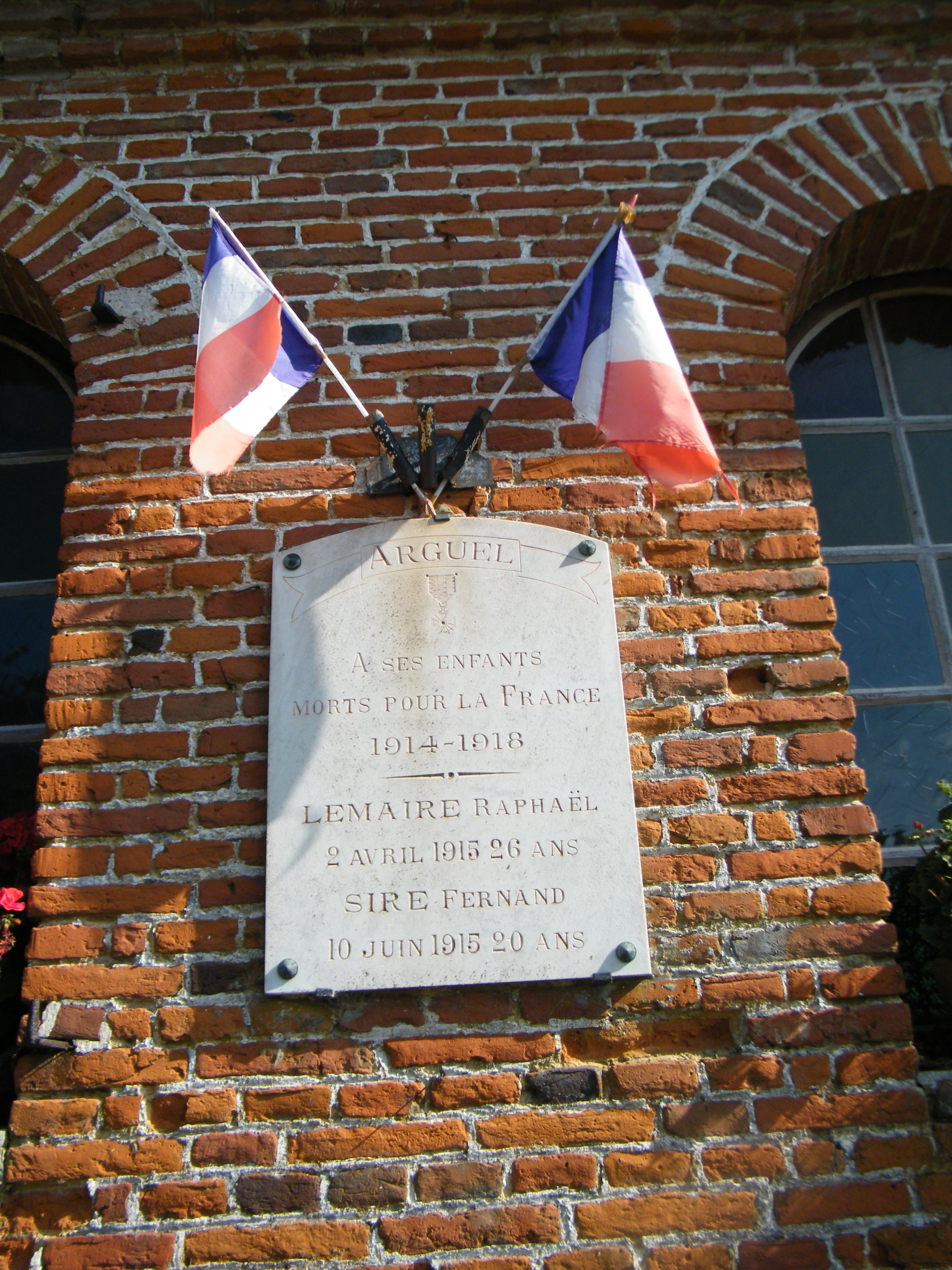
Monument aux morts.
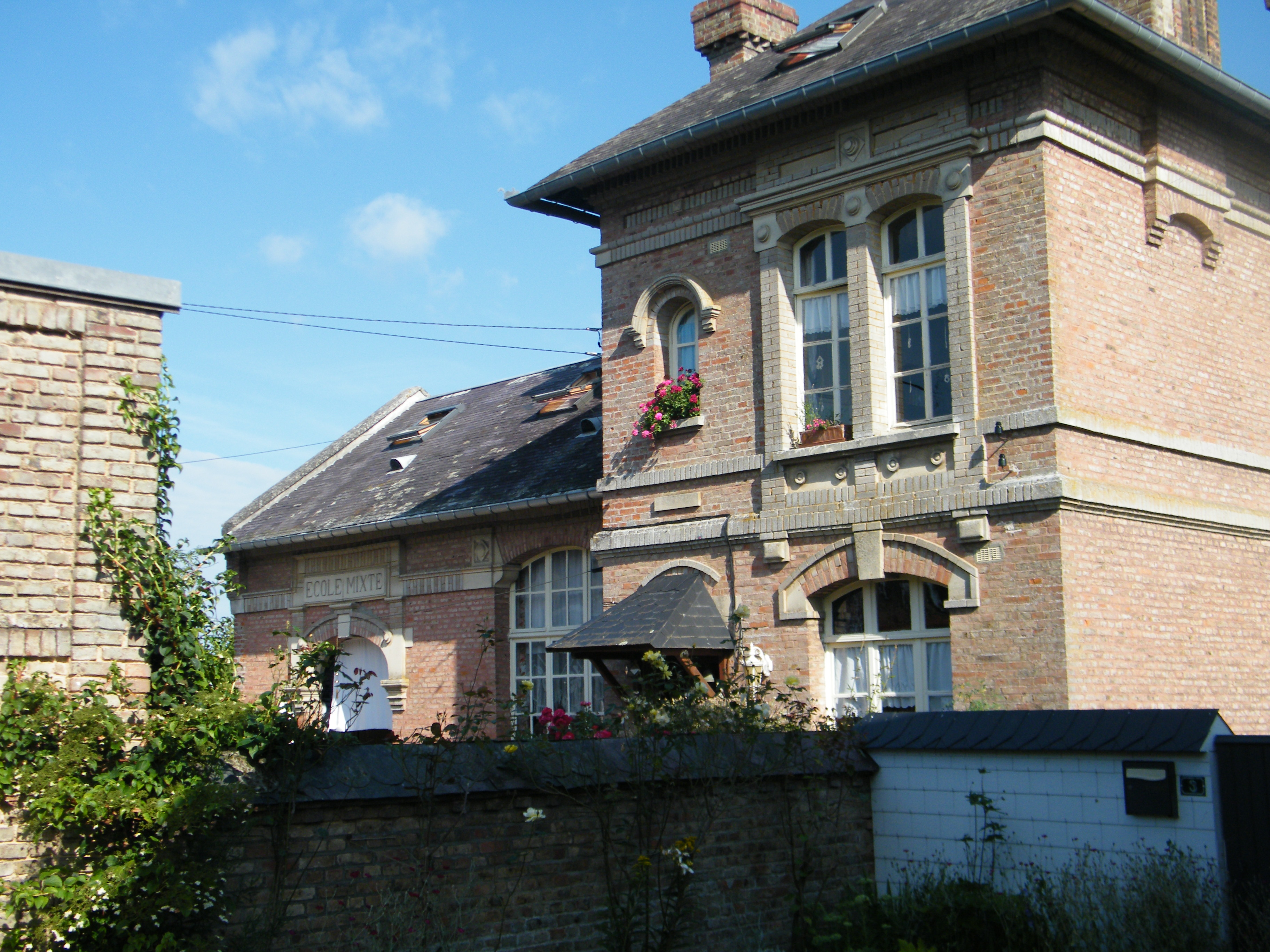
Ancienne école.
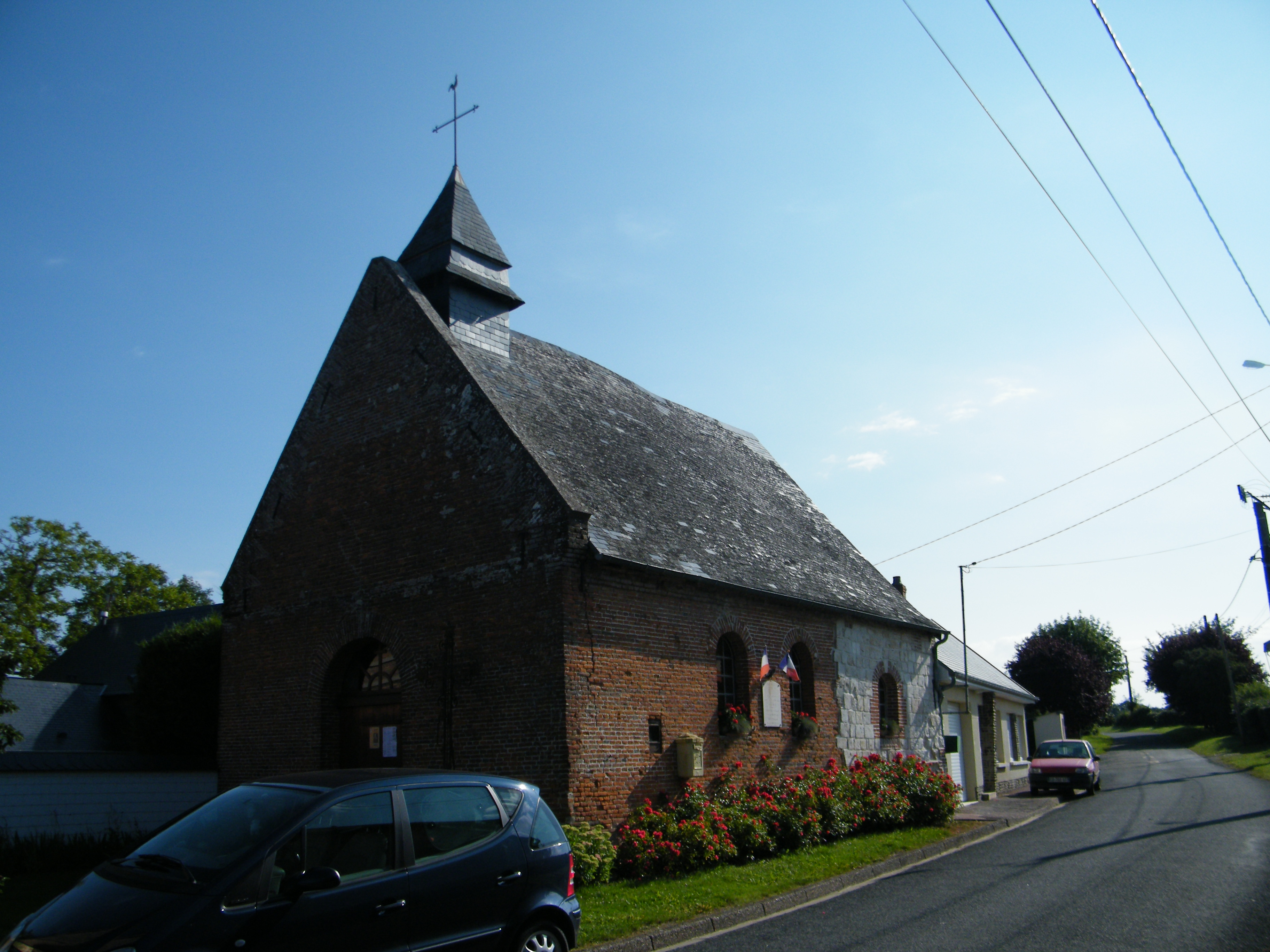
Autre vue del'église.

### Héraldique
|  | Les armes de la commune se blasonnent ainsi : d'azur à un cerf courant d'or, accompagné en chef à senestre d'un soleil du même et en pointe d'un croissant versé éclairé par le soleil. Le croissant ne comporte pas d'indication de couleur. « Éclairé par le soleil » est difficile à interpréter. Il est ici représenté d'or, en attente de précision. |

## Pour approfondir